# 萨巴图
萨巴图（Sabathu），是印度喜马偕尔邦Solan县的一个城镇。总人口5720（2001年）。

## 人口
该地2001年总人口5720人，其中男性3807人，女性1913人；0—6岁人口494人，其中男271人，女223人；识字率86.29%，其中男性为91.20%，女性为76.53%。